# Chiesa di Sant'Antonio Nuovo
La chiesa arcipretale di Sant'Antonio Taumaturgo (chiamata comunemente chiesa di Sant'Antonio Nuovo), è il principale edificio religioso del Borgo Teresiano e del centro di Trieste.
Il progetto della chiesa risale al 1808, ma i lavori cominciarono solo nel 1825. La facciata dell'edificio è caratterizzata da sei colonne ioniche. Sempre sulla facciata principale, nell'attico, sono presenti sei statue scolpite da Francesco Bosa nel 1842, raffiguranti san Giusto, san Sergio, san Servolo, san Mauro, sant'Eufemia e santa Tecla.
La chiesa è situata nell'omonima piazza, a ridosso del Canale Grande.

## Storia
Fino alla metà del Settecento, al suo posto sorgeva una cappella privata dedicata all'Annunciazione. Dopo la concessione da parte di Antonio Rossetti di rendere l'accesso alla cappella pubblico, essa divenne insufficiente dato il grande afflusso dei credenti. Così fu deciso di innalzare una chiesa più grande, in stile barocco, dedicata a sant'Antonio di Padova. Attorno al 1771 si completò questa struttura, ma ben presto anche questa divenne troppo piccola.
Pertanto, nel 1808, diversi architetti progettarono una valida alternativa alla chiesa di Sant'Antonio Nuovo. Lo stesso anno, il progetto neoclassico dell'architetto svizzero Pietro Nobile vinse il concorso. Tuttavia, la consacrazione dell'imponente chiesa (92 x 28m) si ebbe solo nel 1849.

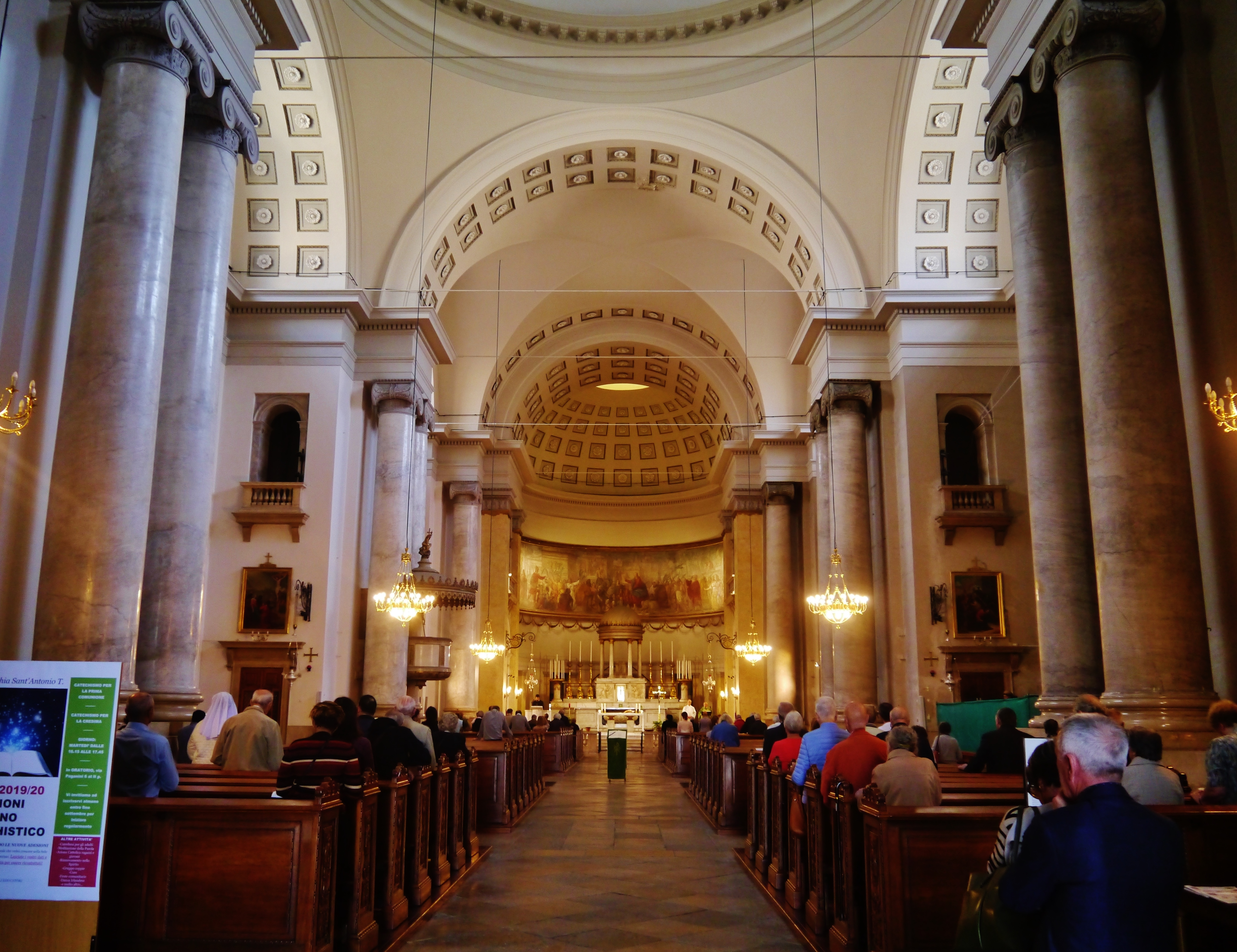
L'interno

Nel 1958 vennero costruiti i due organi a canne della chiesa dalla ditta Mascioni, entrambi a trasmissione elettrica:
- l'organo maggiore, sulla cantoria in controfacciata, è l'opus 748 e dispone di 72 registri su tre manuali e pedale; esso sostituisce uno strumento di Giovanni Battista De Lorenzi del 1834-35, a sua volta ricostruito nel 1922 da Beniamino Zanin;
- l'organo minore, sulla cantoria alla sinistra del presbiterio, è l'opus 770 e dispone di 16 registri su unico manuale e pedale, ricavati con sistema multiplo da 4 registri reali.